# 史跡

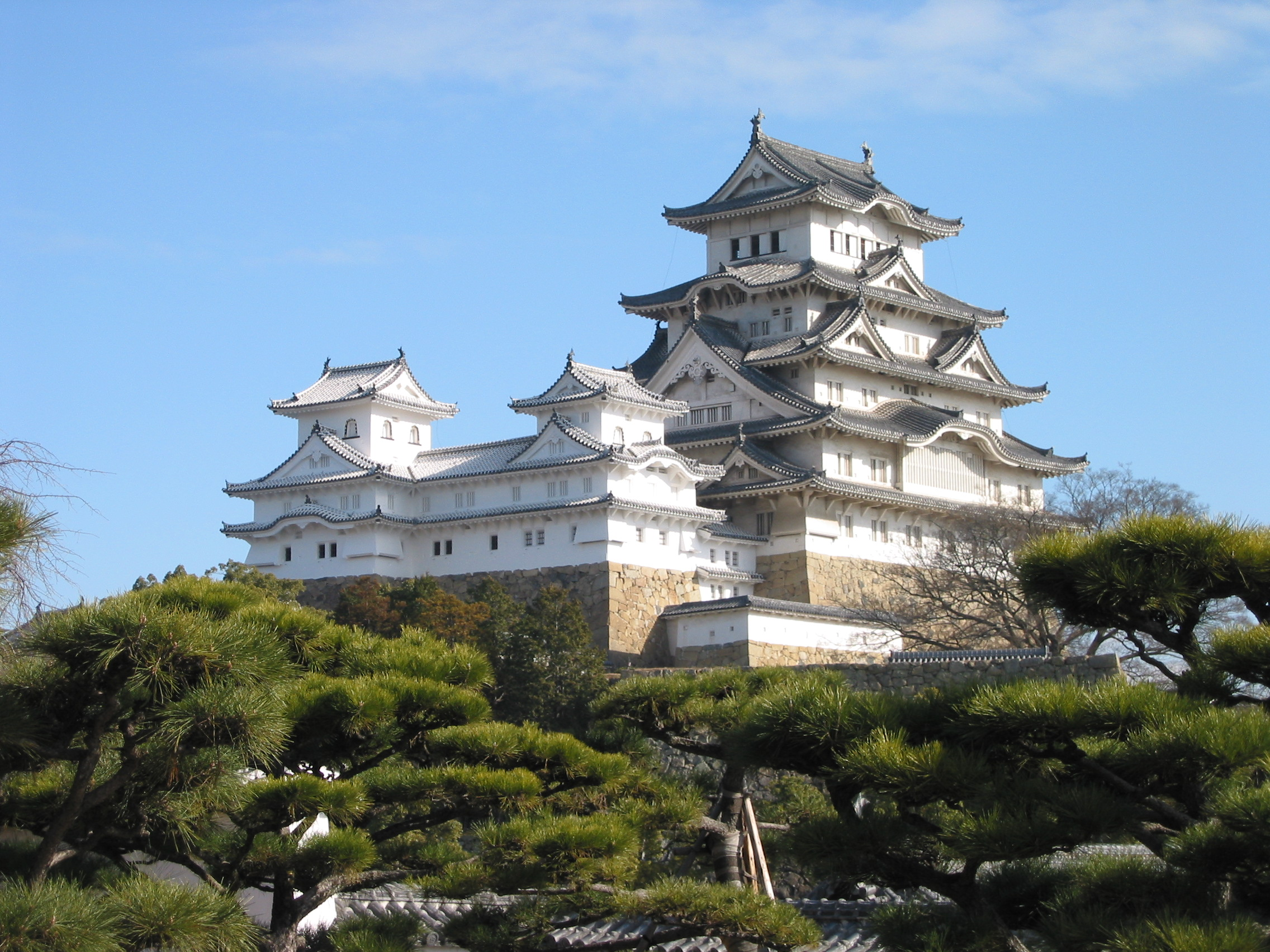
特別史跡「姫路城跡」（兵庫県姫路市）

史跡（しせき、非常用漢字：史蹟）とは、貝塚、集落跡、城跡、古墳などの遺跡のうち歴史・学術上価値の高いものを指し、国や自治体によって指定されるものである。この語は一般には遺跡全般と同義で現在においてもその意味で使用される場合も多いが、日本においては1919年（大正8年）の史蹟名勝天然紀念物保存法以降、特に法律で指定保護されている遺跡を指すようになり、現在では狭義の「史跡」は文化財の種別の一つとして文化財保護法第109条第1項に規定されている。

## 概要
日本の文化遺産保護制度の体系における「史跡」とは、文化財の種類の一つである記念物のなかで、貝塚、古墳、都城跡、城跡、旧宅その他の遺跡に該当するものの中から、歴史上または学術上価値が高いと認められ保護が必要なものについて、国が指定を行ったものである。
文化財保護法は、貝塚、古墳をはじめとする遺跡のうち日本国にとって歴史上または学術上価値の高いものを、文部科学大臣が「史跡」および「特別史跡」の名称で指定することができると規定している。地方公共団体においては、国の指定を受けていないものに対して、それぞれの条例に基づいて「○○県史跡」「○○町指定史跡」といった名称で指定を行っている。地方公共団体の制度はおおむね国の制度に準じたものであるが、それぞれの考え方に応じた制度が設けられており、例えば、東京都では「旧跡」、横浜市では「地域文化財」などといった、文化財保護法にみられない区分の名称が設けられている場合もある（なお、横浜市の「地域文化財」は、「指定」ではなく「登録」文化財制度の1種である）。

## 国の史跡

### 史跡

特別史跡「五稜郭跡」（北海道函館市）

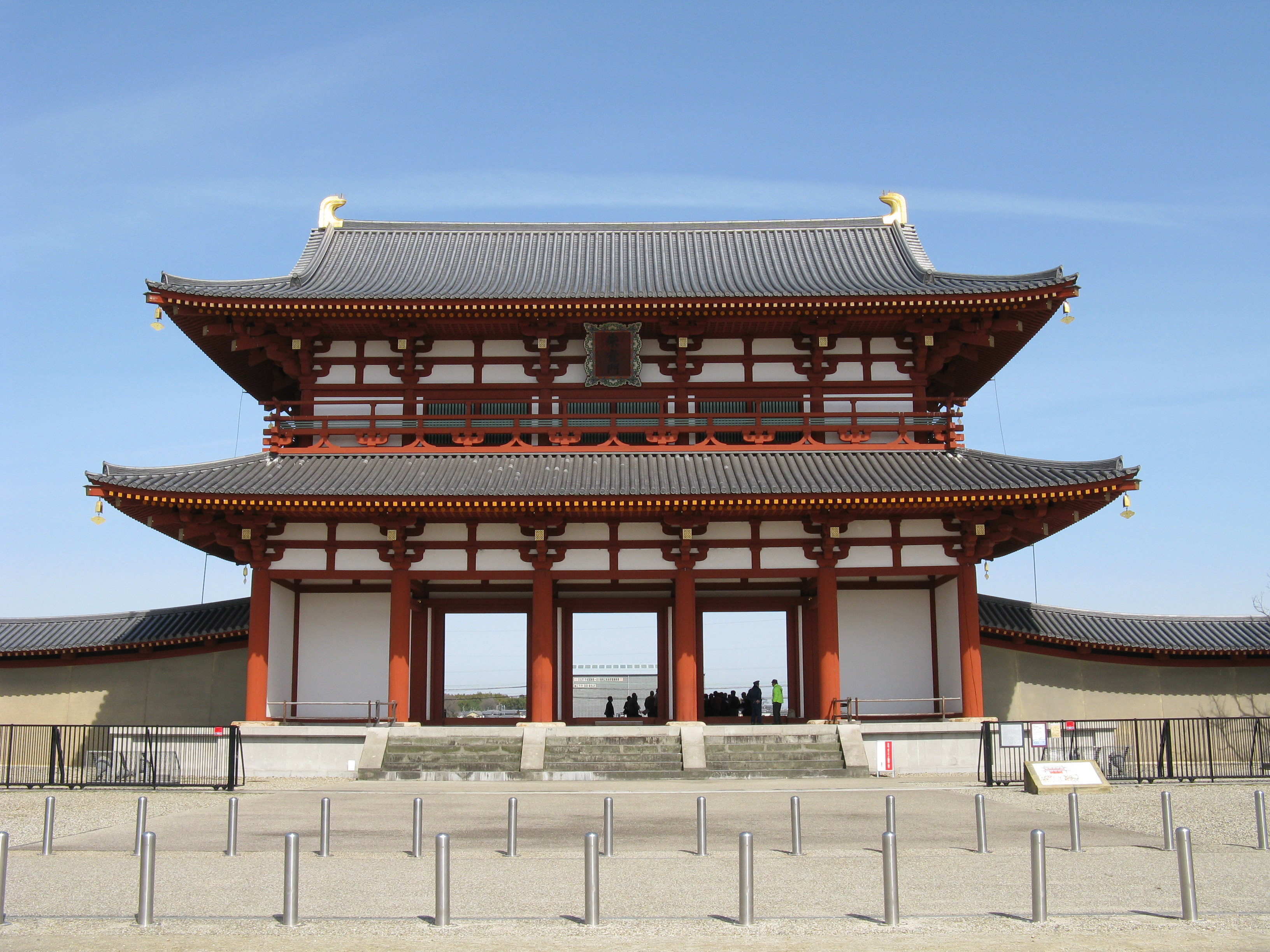
特別史跡「平城宮跡」（奈良県奈良市）の朱雀門（復元）

文化財保護法第2条第1項第4号では、記念物について次のとおり規定している。
貝づか、古墳、都城跡、城跡、旧宅その他の遺跡で我が国にとつて歴史上又は学術上価値の高いもの、庭園、橋梁、峡谷、海浜、山岳その他の名勝地で我が国にとつて芸術上又は観賞上価値の高いもの並びに動物（生息地、繁殖地及び渡来地を含む。）、植物（自生地を含む。）及び地質鉱物（特異な自然の現象の生じている土地を含む。）で我が国にとつて学術上価値の高いもの（以下「記念物」という。）
そして、文化財保護法第109条第1項では、史跡について次のとおり規定している。
文部科学大臣は、記念物のうち重要なものを史跡、名勝又は天然記念物（以下「史跡名勝天然記念物」と総称する。）に指定することができる。
文部科学省が公表している『特別史跡名勝天然記念物及び史跡名勝天然記念物指定基準』では、史跡の指定基準が次のように定められている。
次に掲げるもののうち我が国の歴史の正しい理解のために欠くことができず、かつ、その遺跡の規模、遺構、出土遺物等において、学術上価値あるもの
1. 貝塚、集落跡、古墳その他この類の遺跡
2. 都城跡、国郡庁跡、城跡、官公庁、戦跡その他政治に関する遺跡
3. 社寺の跡又は旧境内その他祭祀信仰に関する遺跡
4. 学校、研究施設、文化施設その他教育・学術・文化に関する遺跡
5. 医療・福祉施設、生活関連施設その他社会・生活に関する遺跡
6. 交通・通信施設、治山・治水施設、生産施設その他経済・生産活動に関する遺跡
7. 墳墓及び碑
8. 旧宅、園池その他特に由緒のある地域の類
9. 外国及び外国人に関する遺跡

これらの条件を満たすと判断されたものが、文部科学大臣から文化審議会に諮問され、文化審議会における専門家の審議、文部科学大臣への答申を経た上で、史跡に指定される。2024年（令和6年）10月11日現在、1,905件が史跡に指定されている。

### 特別史跡
文化財保護法第109条第2項では、特別史跡（とくべつしせき）について次のとおり規定している。
文部科学大臣は、前項の規定により指定された史跡名勝天然記念物のうち特に重要なものを特別史跡、特別名勝又は特別天然記念物（以下「特別史跡名勝天然記念物」と総称する。）に指定することができる。
そして、『特別史跡名勝天然記念物及び史跡名勝天然記念物指定基準』は、特別史跡の指定基準を次のように規定している。
史跡のうち学術上の価値が特に高く、我が国文化の象徴たるもの
つまり、史跡のうち特に重要なものとみなされ、日本文化の象徴と評価されるものが特別史跡である。64件が特別史跡に指定されている。

### 指定基準の改正
近代の文化遺産の適切な保護を図るため、1995年3月6日に指定基準が改正され、第二次世界大戦終結頃までの政治、経済、文化、社会等あらゆる分野における重要な遺跡が史跡指定の対象となった。この改正を受けて同年6月、原爆ドームが史跡に指定され、国内法での法的保護が前提であるユネスコの世界遺産に登録されることとなった。

## 地方公共団体指定の史跡
文化財保護法第182条第2項は、次のとおり規定している。
地方公共団体は、条例の定めるところにより、重要文化財、重要無形文化財、重要有形民俗文化財、重要無形民俗文化財及び史跡名勝天然記念物以外の文化財で当該地方公共団体の区域内に存するもののうち重要なものを指定して、その保存及び活用のため必要な措置を講ずることができる。
この規定に基づき、各地方公共団体は「文化財保護条例」等の名称の条例を制定して、遺跡に対する史跡指定を行っている。ただし、この規定は、国の史跡に指定されていないものに対して地方公共団体が指定すると解釈されるため、地方指定の史跡が国指定の史跡となった場合は地方指定は解除される。地方公共団体の制度はおおむね国の制度に準じたものであるが、それぞれの実情に応じた制度が定められている。例えば、東京都文化財保護条例第33条は、次のとおり規定している。
教育委員会は、都の区域内に存する記念物（法第百九条第一項の規定により、史跡、名勝又は天然記念物に指定されたものを除く。）のうち、都にとつて重要なものを、東京都指定史跡（以下「都指定史跡」という。）、東京都指定旧跡（以下「都指定旧跡」という。）、東京都指定名勝又は東京都指定天然記念物（以下「都指定天然記念物」という。）（以下これらを「都指定史跡旧跡名勝天然記念物」と総称する。）に指定することができる。
東京都の制度では、「東京都指定史跡」として指定することの困難な伝承地や現状が大きく変更された植物園などを、「東京都指定旧跡」の名で指定している（詳細は後述）。

## 旧法による保護
1919年（大正8年）の「史蹟名勝天然紀念物保存法」によって、史跡の法的な保護制度が確立した。当時、遺跡保存の運動の中心にいたのは東京帝国大学で国史学教室を主宰していた黒板勝美であった。黒板は、遺跡保存の先進地であったイギリスに留学経験のある日本の古代史学者であり、保存すべき対象として国史学で用いられることの多かった「史蹟」の語を用いたのである。その後、史蹟名勝天然紀念物保存法は、1950年（昭和25年）制定の文化財保護法に引き継がれた。

## 史跡指定をめぐる諸問題

### 境界問題からの限界
史跡に限らず記念物は、名勝でも天然記念物でも一般に「土地に結びついた文化財」（ただし、天然記念物の動物個体指定だけは例外）であり、この場合、たとえば、古戦場跡や旧街道跡は、指定面積が限定しにくいため、境界が確定できる区域に限って史跡指定される性格をもっている。

### 旧跡
「史跡」の要件を満たすことが難しいものに関しては指定史跡に準ずるもので、歴史の正しい理解のために欠くことができず、その遺構に歴史的価値の痕跡が残っているもの、または旧態を推定し得るものとして旧跡という指定区分を設け、保存措置を講じている。
東京都の事例
「平将門の首塚」のように伝承地としては長い歴史をもつものの、史実としては、実際に平将門の首が埋葬されたとは到底考えられないため「旧跡」となっている。
「小石川御薬園」も、現在は東京大学大学院理学系研究科附属植物園となっているが、往事に植栽されたものとは内容も構成も異なっており、施設などの面でも往事の痕跡はとどめないので、東京都では「旧跡」に含めている。
他の東京都指定旧跡には、練馬城跡、世田谷城跡、御茶ノ水などがある。
埼玉県の事例
埼玉県も「旧跡」の指定区分を採用しており、さいたま市の寿能城跡、行田市の忍城跡、深谷市の渋沢栄一生地、富士見市の難波田氏館跡が指定されている。

### 「開発」記録保存か遺跡保存かの問題
「長屋王邸宅跡」のように保存されていれば特別史跡に指定された可能性のきわめて高い遺跡も、発掘調査はなされたものの遺跡が破壊されてしまい「奈良そごう」（現在はミ・ナーラ）となってしまったため、「史跡」には指定されなかった。一方、三内丸山遺跡のように、発掘調査によって遺跡の重要性が判明したため、既に着工していた球技場建設を中止し、遺跡の保存を決定し、特別史跡に指定されている例などがある。

### 史跡指定と有形文化財指定との関係
土地は記念物（史跡など）であるが、建造物は有形文化財である。文化財保護法に基づく各文化財の指定基準による指定の例によれば、例えば姫路城を例にとると、敷地およびそれと結びついた石垣、濠等の遺構としては「特別史跡」、個々の建造物のうち、大小天守・渡櫓の8棟は「国宝」、櫓・渡櫓27棟、門15棟、塀32棟は「重要文化財」として指定されている。
神戸市の「箱木家住宅」（重要文化財）のように建築史上、建物自体が重要だという遺構に関しては、史跡ではなく有形文化財（国宝、重要文化財）として指定されている。ここでの指定は、いわば土地とは切り離されており、場合によっては、博物館明治村の移築建造物のように、指定はそのままで移築がなされることもある。一方、建築物として重要であるが敷地である土地や付属する井戸等も合わせて保存を図ろうとする重要文化財の例がある。それに対し、萩市の「伊藤博文旧宅」（史跡）は土地と結びついてこそ重要であるとの見地から、史跡として指定され、記念物に含められている。

### 陵墓および陵墓参考地
「大仙陵古墳」や「誉田御廟山古墳」をはじめとする「陵墓」は、宮内庁が管理し、現在も皇室による祭祀が行われている。そのため研究者が自由に立ち入って調査することができない。宮内庁により管理・保存が講じられているため、史跡等の指定の対象とされていない。このことについては、考古学研究者、歴史研究者からの根強い批判もある。

## 史跡での復元
史跡での復元事業を行う場合は文化庁の許可が必要であり、文化庁は先史時代の史跡（縄文・弥生・古墳時代遺跡などにおける復元竪穴建物など）については比較的、緩やかな基準であるが、中世以降の社寺や城郭などの史跡の復元に関しては絵図面や図面、古写真やその他の工事の記録文書などの客観的な資料が発見される可能性がある為、文化財保護の立場での要件を厳しくした1967年（昭和42年）以降は厳しい基準で臨んでおり、復元するに足る資料を集めて復元建造物の外観だけでなく、内部構造なども絵図面、写真、工事記録等に基づいた復元が「慎重に」という形容詞付きで求められている。

## 日本国外
世界の他の国々でも、日本と同等な活動が行われている。
- アメリカ合衆国国定史跡、アメリカ合衆国国定歴史建造物、アメリカ合衆国国家歴史登録財
- イギリス指定建造物
- カナダ国定史跡
- フランス歴史記念物
- ポーランド国定史跡の一覧（List of Historic Monuments (Poland)）